# Rubus adenothallus
Rubus adenothallus là loài thực vật có hoa trong họ Hoa hồng. Loài này được Focke miêu tả khoa học đầu tiên năm 1913.